# 삼분법 정렬
삼분법 언어(tripartite language, 三分法 言語) 또는 능격-대격 언어(能格-對格 言語, ergative-accusative language)는 문법적으로 자동사의 주어(S), 타동사의 주어(A), 타동사의 목적어(O)에 모두 다른 격을 부여하는 언어를 말한다. S, A에 같은 격, O에 다른 격을 부여하는 주격-대격 언어나 S, O에 같은 격, A에 다른 격을 부여하는 능격-절대격 언어, 또 A, O에 같은 격, S에 다른 격을 부여하는 AO/S 언어와는 다른 격 부여 체계를 갖는다. 체계상 능격-절대격 언어의 경우에서와 유사하게 형태론적 삼분법과 통사론적 삼분법이 모두 가능하다.
이 언어에서 S, A, O에 부여되는 격은 각각 절대격(絶對格), 능격(能格), 대격(對格)으로 부르기도 하고, 능격, 비동격(intransitive case, 非動格 또는 절대격), 대격으로 부르기도 한다. 대표적인 이런 유형의 언어로는 왕쿠마라어(Wangkumara語), 네즈퍼스어(Nez Perce語) 등이 있다. 영화 《아바타》에서 등장하는 나비족이 사용하는 인공어인 나비어(Na'vi語)도 삼분법 언어이다.

## 같이 보기
- 주격-대격 언어
- 능격-절대격 언어

## 참고 문헌
- 윤병달, 《언어와 의미》, 도서출판 동인, 2009.